# Ectephrina pruinosaria
Ectephrina pruinosaria là một loài bướm đêm trong họ Geometridae.